# Gillonnay
Gillonnay és un municipi francès situat al departament de la Isèra i a la regió d'Alvèrnia-Roine-Alps. L'any 2007 tenia 934 habitants.

## Demografia

### Població
El 2007 la població de fet de Gillonnay era de 934 persones. Hi havia 349 famílies de les quals 78 eren unipersonals (33 homes vivint sols i 45 dones vivint soles), 123 parelles sense fills, 136 parelles amb fills i 12 famílies monoparentals amb fills.
La població ha evolucionat segons el següent gràfic:
Habitants censats

### Habitatges
El 2007 hi havia 387 habitatges, 359 eren l'habitatge principal de la família, 18 eren segones residències i 10 estaven desocupats. 343 eren cases i 42 eren apartaments. Dels 359 habitatges principals, 297 estaven ocupats pels seus propietaris, 52 estaven llogats i ocupats pels llogaters i 10 estaven cedits a títol gratuït; 4 tenien una cambra, 15 en tenien dues, 29 en tenien tres, 95 en tenien quatre i 216 en tenien cinc o més. 285 habitatges disposaven pel capbaix d'una plaça de pàrquing. A 104 habitatges hi havia un automòbil i a 225 n'hi havia dos o més.

### Piràmide de població
La piràmide de població per edats i sexe el 2009 era:
| Homes | Edats   | Dones |
| ----- | ------- | ----- |
| 0     | 95 o +  | 0     |
| 0     | 90 a 94 | 0     |
| 0     | 85 a 89 | 4     |
| 8     | 80 a 84 | 0     |
| 12    | 75 a 79 | 16    |
| 16    | 70 a 74 | 28    |
| 24    | 65 a 69 | 24    |
| 24    | 60 a 64 | 20    |
| 8     | 55 a 59 | 16    |
| 44    | 50 a 54 | 24    |
| 32    | 45 a 49 | 44    |
| 44    | 40 a 44 | 40    |
| 36    | 35 a 39 | 12    |
| 20    | 30 a 34 | 36    |
| 12    | 25 a 29 | 20    |
| 12    | 20 a 24 | 4     |
| 48    | 15 a 19 | 16    |
| 20    | 10 a 14 | 20    |
| 40    | 5 a 9   | 36    |
| 20    | 0 a 4   | 24    |

## Economia
El 2007 la població en edat de treballar era de 611 persones, 461 eren actives i 150 eren inactives. De les 461 persones actives 443 estaven ocupades (229 homes i 214 dones) i 18 estaven aturades (7 homes i 11 dones). De les 150 persones inactives 57 estaven jubilades, 49 estaven estudiant i 44 estaven classificades com a «altres inactius».

### Ingressos
El 2009 a Gillonnay hi havia 376 unitats fiscals que integraven 992 persones, la mediana anual d'ingressos fiscals per persona era de 17.840,5 €.

### Activitats econòmiques
Dels 36 establiments que hi havia el 2007, 1 era d'una empresa extractiva, 1 d'una empresa alimentària, 4 d'empreses de fabricació d'altres productes industrials, 7 d'empreses de construcció, 6 d'empreses de comerç i reparació d'automòbils, 4 d'empreses de transport, 2 d'empreses d'hostatgeria i restauració, 1 d'una empresa d'informació i comunicació, 1 d'una empresa immobiliària, 6 d'empreses de serveis, 1 d'una entitat de l'administració pública i 2 d'empreses classificades com a «altres activitats de serveis».
Dels 8 establiments de servei als particulars que hi havia el 2009, 1 era un paleta, 4 guixaires pintors, 1 lampisteria, 1 perruqueria i 1 restaurant.
L'únic establiment comercial que hi havia el 2009 era una floristeria.
L'any 2000 a Gillonnay hi havia 19 explotacions agrícoles que ocupaven un total de 870 hectàrees.

## Equipaments sanitaris i escolars
El 2009 hi havia una escola elemental.

## Poblacions més properes
El següent diagrama mostra les poblacions més properes.